# Secuencia de Potter
La secuencia de Potter (también llamado erróneamente síndrome de Potter) se refiere a una serie de defectos correlacionados con la anuria, con la escasez de líquido amniótico dentro del útero, u oligohidramnios y con pulmones hipoplásicos debido al oligohidramnios. Hay una ausencia bilateral de los riñones (agenesia renal bilateral), que se traduce en una disminución propia del volumen de líquido amniótico. Es debida a factores del tipo de enfermedades congénitas en riñón y uréteres (que sen ven también en enfermedades como ureterocele, duplicación de vías urinarias, uréter ectópico y MCDK (Multicystic dysplastic kidney, por sus siglas en inglés; o Displasia renal multiquística). Ocurre con una frecuencia de 1/3000 RN, siendo esta secuencia incompatible totalmente con la vida, y a la cual no se le ha encontrado solución médica, debido a las imposiciones de dicha enfermedad.
La secuencia de Potter se caracteriza por que el recién nacido presenta implantación baja de las orejas, pliegues epicánticos de los ojos, nariz ancha y plana, receso de mentón y defectos en miembros superiores. La mayoría de los recién nacidos fallecen al poco tiempo, entre los primeros 3 días y los próximos 2 meses de vida.  
La ausencia de los riñones se debe a que los divertículos metanéfricos no se desarrollan o a que el primordio uretral se desarrolla a edad temprana. La falta de penetración al divérticulo metanéfrico determina agenesia renal congénita.